# Crécerelle malgache
Falco newtoni
Espèce
Statut CITES
Statut CITES
Statut de conservation UICN

 LC  : Préoccupation mineure
La Crécerelle malgache ou le Faucon de Newton (Falco newtoni) est une espèce de rapaces diurnes appartenant à la famille des Falconidae.

## Étymologie
Le nom latin de l'espèce, newtoni, et l'un des noms vernaculaires, Faucon de Newton, est dédié à Sir Edward Newton (1832-1897) qui travaillait dans l'administration coloniale et fut un grand ornithologue de terrain.